# Белозјорск
Белозјорск (рус. Белозёрск), до 1777. године познат под именом Белоозеро (рус. Белоозеро, што значи „Бело језеро”) град је у Вологодској области у северном делу европског дела Русије, на јужној обали језера Белоје.
Град се први пут спомиње 862. године. Био је један од пет изворних руских градова, поред Стараје Ладоге, Новгорода, Полотска и Ростовa.
Насеље се у неколико наврата селико с једне обале језера на другу. Од 1238. до 1370. Белозјорск је био престоница мале кнежевине. У граду се налази већи број цркава, а недалеко од града се налазе важни манастири, међу којима и Кирило-Белозјорски манастир и Ферапонтов манастир. Према попису становништва из 2010. у граду је живело 9616 становника.

## Становништво
Према подацима из 2014. у граду је живело 9380 становника.
| 1939.  | 1959.  | 1970.  | 1979.  | 1989.  | 2002.  | 2010. |
| ------ | ------ | ------ | ------ | ------ | ------ | ----- |
| 10.300 | 10.375 | 12.097 | 12.256 | 12.352 | 10.975 | 9.616 |

## Привреда
У граду су од значаја прехрамбена и дрвна индустрија.